# Михайлівська волость (Херсонський повіт)
Михайлівська волость — адміністративно-територіальна одиниця Херсонського повіту Херсонської губернії, Російської імперії, з 1917 р. — Херсонського повіту Херсонської губернії Української Народної Республіки (УНР), з 1919 р. — Криворізького повіту Катеринославської губернії Української Соціалістичної Радянської Республіки (УСРР).

## Історія
Станом на 1886 рік складалася з 22 поселень, 20 сільських громад, 788 дворів. Населення за сімейними списками — 5436 осіб (2721 чоловічої статі та 2715 жіночої), в межах волосної території — 6516 осіб (3405 чоловічої статі та 3111 жіночої). Входила до 3 стану.
|                     | Площа, десятин | У тому числі орної, дес. |
| ------------------- | -------------- | ------------------------ |
| Сільських громад    | 12361          | 7484                     |
| Приватної власності | 60968          | 17311                    |
| Казенної власності  | 2561           | 514                      |
| Іншої власності     | 120            | -                        |
| Загалом             | 76010          | 25309                    |

Найважливіші поселення волості:
- Михайлівка — колишнє власницьке село біля річки Кам'янка за 180 верст від повітового міста, 879 жителів, 148 дворів, волосне правління, православна церква, земська поштова станція.
- Володимирівка (Тригубівка) — колишнє власницьке село, 208 жителів, 19 дворів, земська поштова станція.
- Ізлучиста (Кривий Плес) — колонія євреїв біля річки Кам'янка, 702 жителі, 54 двори, єврейський молитовний будинок, крамниця.
- Кам'янка — колонія євреїв біля річки Кам'янка, 734 жителі, 66 дворів, синагога, єврейський молитовний будинок, крамниця, 5 ярмарків, базар щонеділі.
- Михайлозаводськ — колишнє власницьке село біля балки Вошивої, 579 жителів, 80 дворів, постоялий двір.